# Mega Brands America
Pour les articles homonymes, voir Mega et Rose.
Ne doit pas être confondu avec sa société mère, Mega Brands, fabricant de jouets connu pour ses Mega Bloks.
Mega Brands America, anciennement RoseArt (Rose Art Industries, LLC), est une compagnie de jouets, de fournitures artistiques et de papeterie basée à Irvine, en Californie. Elle vend des produits sous les noms de RoseArt, The Board Dudes, The Write Dudes, USA Gold, Moon Products, MEGA Puzzles et Fuzzy Poster. Elle est possédée par Mega Brands, une entreprise montréalaise elle-même filiale de Mattel, mais a des installations à Fife, dans l'État de Washington, à Lafayette, en Indiana, et à Lewisburg, au Tennessee.

## Histoire
Isidor Rosen fonde la Rosebud Art Company à New York en 1923. Dans les années 1970, la famille Rosen renomme l'entreprise RoseArt. En 2005, RoseArt est achetée par Mega Brands, qui renomme la filiale en Mega Brands America. Le 24 janvier 2010, Mega Brands achète The Board Dudes, une entreprise de papeterie spécialisée dans les produits scolaires et de bureau. Ben Hoch et Michael Cerillo, les anciens propriétaires et les fondateurs de The Board Dudes, continuent cependant de rester dans le conseil d'administration de Mega Brands America. En septembre 2006, une poursuite de la famille Rosen avait été effectué contre Mega Brands les accusant de délit d'initié. Mega Brands a par la suite contre-poursuivi les Rosen et les deux partis ont établi un accord en 2009, les Rosen acceptant de payer 17.2 millions $ (USD) à Mega, et renonçant à leur poursuite de 54.8 millions $ (USD).

## Produits
- Tableaux
- Crayons
- Surligneurs
- Peinture
- Ensembles d'art
- Pinceaux[1]